# 戶田忠真
戶田忠真（日语：／ Toda Tadazane，1651年12月23日—1729年12月19日）是日本江戶時代中期大名、老中，歷任下總佐倉藩主、越後高田藩主和下野宇都宮藩主，宇都宮藩戶田氏第4代。父親是同樣擔任老中和佐倉藩主的戶田忠昌，母親是秋元富朝之女，兄長是老中秋元喬知。

## 生涯
慶安4年11月11日（1651年12月23日），忠真作為下總佐倉藩6萬1000石藩主戶田忠昌的次子出生。忠真之父忠昌長年擔任老中，直至49歲為止。寬文5年（1665年），忠真獲朝廷任命為從五位下日向守，貞享2年（1685年），改任能登守，並且出任幕府奏者番。兩年後兼任寺社奉行領受與父親所領以外的1萬石，晉身幕政。
紀伊藩與高野山之間多年來經常出現領土分歧，歷代的寺社奉行均怯於御三家的地位而不敢作出裁決，為人公正嚴明的忠真則判定乃紀伊德川家的錯，與此同時600名高野山僧人卻被指違犯幕府之命而遭到流放。
元祿12年（1699年），忠真之父忠昌死去，忠真繼承家督，並且在同年9月23日辭去奏者番和寺社奉行，一度退出幕政。
元祿14年3月14日（1701年4月21日），勅旨御馳走役淺野長矩在江戶城內斬傷高家吉良義央時，忠真臨時暫代御馳走役的職務。由於事出突然，無法趕及將原本在火鉢上的淺野氏家紋改為戶田氏家紋，便就這樣放在宇都宮城，情況相當混亂。儘管忠真完成任務，但是依然惹怒將軍德川綱吉，最終在同年被罰移封至越後高田藩。
寶永6年（1709年），將軍綱吉死去後，原本深受重用的柳澤吉保因而失勢，忠真亦得已移封至下野宇都宮藩，重返關東地方，戶田氏對於能夠離開大雪的高田感到欣喜若狂。
正德4年（1714年），忠真重返幕政，在7代將軍德川家繼和8代將軍德川吉宗下擔任老中。同年，忠真升至從四位下侍從、山城守。正德5年（1715年），長州藩與德山藩之間爆發萬役山事件，忠真亦負責仲裁。
忠真的所領由原本自己領有的加上繼承家督後的藩領，再扣減分給其弟的3150石，總計約為6萬7850石，其後在享保3年（1718年）獲吉宗加增其1萬石，總計7萬7850石，石高直至幕末均無任何變化。
享保14年10月29日（1729年12月19日），忠真死去，由於忠真之子戶田忠久早死，家督由其甥，養子戶田忠余繼承。